# Australembiidae
Australembiidae (лат.) — семейство эмбий, включающее эндемиков Австралии. Иногда это семейство включают в состав Notoligotomidae в качестве подсемейства.

## Распространение
Австралия (восточная и южная часть).

## Описание
Бескрылые, червеобразные насекомые с короткими ногами. Обитают в подстилочном ярусе лесов из представителей Eucalyptus (Ross, 1963, 1991).

## Классификация
Семейство было выделено (Ross, 1963) на основании описания бескрылых самцов с комплексом плезиоморфных черт.
- Род Australembia — 2 вида
- Род Metoligotoma Davis, 1936 — 16 видов[2]